# 砖路镇
砖路镇，是中华人民共和国河北省保定市定州市下辖的一个乡镇级行政单位。

## 行政区划
砖路镇下辖以下地区：
砖路社区村、西冯村、沈家庄社区村、北宋村、张家庄村、南燕村、北燕村、南渠河村、北渠河村、丁村、王村、李村、清辛庄村、悟村、南古山村、北古山村、岸下村、潘村、台头村和西潘村。